# Olympe Amaury
Olympe Amaury (Tracy-sur-Loire, 19 juni 1901 – Amilly, 12 mei 2015) was een Frans supereeuwelinge. 
Met het overlijden op 14 juli 2013 van de ruim drie maanden oudere Suzanne Burrier (geboren op 14 maart 1901) werd ze, met haar 112 jaar, uitgeroepen tot de nieuwe oudste persoon van Frankrijk. Ruim één jaar later bleek echter dat tot dan in de anonimiteit nog een zekere Marie Liguinen (geboren op 26 maart 1901) leefde, die alsnog haar positie als oudste Franse inwoonster verkreeg. Na het overlijden van Liguinen op 2 april 2015, exact één week na haar 114e verjaardag, herwon ze die status als doyenne van haar land. 40 dagen laten overleed ze zelf ook als bijna 114-jarige.

## Levensloop
Amaury werd geboren als Olympe Vignel in de Loirestreek. In 1924 trouwde ze in haar geboortedorp met Gaspard Amaury. Ze kregen samen vier kinderen. Na de dood van haar man in de jaren 60 verhuisde ze naar Cepoy. Anno 2015 woonde ze als 113-jarige in een rusthuis in Amilly, waar ze uiteindelijk ook overleed. Op dat moment was ze de op negen na oudste mens ter wereld.